# Fønikere
Fønikerne var et kana'anæisk folkeslag fordelt i en række forskellige bystater kaldet Fønikien rundt om Middelhavet – hovedsageligt i Levanten. Navnet kommer af græsk phoinix, "purpur", fordi fønikerne handlede med det kostbare røde farvestof, som også har givet navn til fugl Føniks. De der boede i Kartago og Nordafrika, kaldte romerne poeni, punerne. De bekrigede dem i de Puniske krige.

## Historie
Fønikisk var et sprog af semitisk oprindelse. Det var udbredt over store dele af middelhavsområdet, og selv om det fønikiske alfabet var forbilledet for det græske, findes der kun få kilder på fønikisk om historiske, kulturelle eller religiøse emner. Men der findes mange samtidige beretninger om fønikerne.
Fønikerne var et handelsfolk, som vist kan spores til det 12. århundrede f.Kr.. Deres første større byer Byblos, Sidon og Tyrus lå på Libanons kyst. Som handelsfolk nød de en vis frihed fra de store mesopotamiske og persiske riger. For at sikre sig råvarer oprettede fønikerne kolonier som Karthago og Cartagena (latin: Carthago Nova) ved det vestlige Middelhav